# 대한민국의 인터넷 신조어 목록
대한민국의 인터넷 신조어는 대한민국의 인터넷 사용자인 네티즌 사이 및 사회에서 주로 쓰는 말이다. 즉, 인터넷 밈의 일종이지만, 빠르게 생성되고 소멸되기 때문에 공식적인 한국어에는 등재되지 않은 말들이다.

## 일반 인터넷 신조어

### ㄱ
- 기레기(기자 + 쓰레기): 기자를 비꼬는 말이다.
- 가즈아: 도박이나 투자에서 긍정적인 기대를 표현하는 감탄사인데 의미가 확장되었다.[1]
- 국뽕(국가 + 히로뽕): 자신의 국가의 소속감에 대한 자신감이다.[2]
- 급식체: 학교에서 급식을 먹는 세대인 10대 청소년이 쓰는 말투 중 하나이다.[3] 줄임말이나 초성체, 유명 크리에이터의 유행어를 섞어서 사용한다.[4]
- 급식충(급식 + -충): 학교 생활에서 급식을 먹는 10대 청소년을 비하하는 표현이다.[5]

### ㄴ
- 뇌피셜(뇌 + official, 공식): 자신의 뇌에서만 사실(공식)으로 받아들이는 것, 또는 받아들이는 사실이다.[6]
- 뉴트로(new, 새로운 + retro, 고전): 2010년대 후반부터 10대와 20대 사이에서 새롭게 유행하는 풍이다.[7][8]

### ㄷ
- 딸바보: 딸만 아는 바보같이 딸을 지극히 사랑하는 사람이다.[9]
- 똥꼬충(똥꼬 + -충): 동성애자 중 대부분 게이를 비하하는 단어.[10]
- 뚜따(CPU 뚜껑 따기): 컴퓨터의 CPU를 감싸고 있는 뚜껑 형태의 히트 스프레더를 제거하는 행위. 주로 오버클럭을 하기 위해 시도한다.

### ㄹ
- 라떼는 말이야(나 때는 말이야): 기성세대가 신세대에게 "나 때는 말이야"라고 말하는 것을 비꼬는 말이다. 라떼드립으로도 불리며, 과거 기성세대의 언행을 비판하거나 풍자할 때 사용한다. Latte is horse(라떼 + 는 + 말이야) 라는 영어로도 쓰인다.[11][12]
- 레게노: 대한민국의 인터넷 방송인 우왁굳의 아내가 마인크래프트의 글씨체로 써진 'LEGEND'를 'LEGENO'로 잘못 읽은 것에서 유래한 말로, 레전드와 뜻은 같다.[13]

### ㅁ
- ㅁㄴㅇㄹ: 두벌식 자판에서 왼손의 기본 위치를 순서대로 친 것으로, 아무 생각이 없다는 뜻이다.
- 말딸(말 + 딸): 프랜차이즈 《우마무스메 프리티 더비》를 다르게 부르는 말. 일본어의 ‘우마’가 한국어 ‘말’에 대응하고, 일본어의 ‘무스메’가 한국어의 ‘딸’ 혹은 ‘소녀’에 대응한 것에서 유래했다.
- 맘충(mom + -충): 자신의 자식만 우선시하는 주부이다.[14]
- 몸짱: 《딴지일보》에서 2003년 12월에 만든 말로, 몸매가 좋은 사람이다.[15][16]
- -밍아웃: 어떠한 성향이나 소속 따위를 스스로 드러낸다는 의미의 접사이다. 성소수자가 스스로 자신의 성 정체성을 드러내는 것을 뜻하는 커밍아웃(coming out)에서 유래되었다. '방밍아웃'(방송하는 것을 드러내는 것)처럼 사용된다.[17]
- 무슨 129(또는 머선129): 경상도 사투리 무슨 일이고? 를 이상하게 만든 말이다.
- 먹튀: 먹고 튀다의 줄임말로 무전취식과 같은 말이다.

### ㅂ
- 불금: '불타는 금요일'의 줄임말이다.
- 버카충: 버스카드 충전을 줄여서 말하는 말이다. '뻐카충'이라고도 한다.
- 벼락거지: '벼락부자'의 반댓말이다. 부동산 가격이 폭등하자 집을 소유한 사람과 소유하지 않은 사람의 자산 격차가 단기간에 크게 벌어져, 한순간에 상대적으로 거지가 된 상황을 일컫는 신조어이다. 해석은 다분하나, 상대적인 표현일뿐 절대적이진 않다.[18][19]다른 용도로는 도박이나 비트코인 등으로 전 재산을 모두 잃은 사람도 벼락거지라 한다.
- 빠: 무언가를 좋아하는 사람을 비하하는 말이다.
- 빵셔틀(빵 + shuttle): 학교 매점에서 빵을 사다주는 학생, 즉 심부름꾼을 말한다.[20]

### ㅅ
- 샵쥐: 시아버지를 빠르게 말하면 샵쥐와 같은 발음이 된 데에서 유래했다. 시아버지를 편하게 칭하는 말이다.[21]
- 시발비용: 스트레스를 받아 홧김에 소소한 물건들을 구매하며 쓰는 비용.[22]
- 서민코스프레: 정치인들이 서민 체험을 하는 것을 비판하는 말이다.

### ㅇ
- 아무 말 대잔치: 맥락 없이, 생각 없이, 혹은 당황하여 입에서 나오는 아무 말을 그대로 모두 내뱉는 것이다.[23][24]
- 어라랍스타??: 인싸들 사이에서 유행하는 신조어로 어라라?의 변형이다. 어라? 혹은 어라라? 랍스타를 붙여서 어라랍스타?? 로 사용한다.[25]
- 외계어: 통신언어에서, 의사소통의 어려움이 있을 정도로 변형된 표기이다. 야민정음과도 비슷하지만, 야민정음이 대부분 한글을 이용한 것에 비해 외계어는 각종 히라가나/가타카나/특수문자 등을 섞어서 사용한다.[26]
- 월급루팡(월급 + 괴도 루팡): 회사에서 마땅히 하는 일 없이 월급만 받아가는 직원이다.[27]
- 어쩔티비: 2021년 하반기부터 퍼진 말로, '어쩌라고'를 조금 더 재미있게 변형한 것이다. '어쩌라고 가서 티비나 봐'의 줄임말이라고 주장하는 사람들도 있지만, 정확한 유래는 밝혀지지 않았다. 하지만 쓰는 사람들은 뒤의 'TV'에 큰 의미를 두지 않고 사용한다. '어쩔냉장고', '어쩔믹서기'처럼 변형해서 쓰기도 한다. 이에 저쩔티비 혹은 어쩔 뒤에 더 긴 이름의 가전제품을 붙혀 맞받아치기도 한다.[28]
- 의문의 1승: 의도하지 않았지만 이득을 얻게 된 상황[29][30]
- 일진: 학교 폭력을 저지르거나 선생님의 말을 잘 듣지 않는 등의 학생이다. 불량 학생과도 비슷하다.[31]

### ㅈ
- 졸부: 졸지에 부호가 된 사람이다.
- 잼민이: 인터넷 상에서 활동하는 무개념 초등학생을 낮춰 부르는 말이다. 쓰임에 따라 모든 초등학생을 말하기도 한다.[32]
- 지름신(지르다 + 신): 물건을 지르고 싶어하게 만드는 신이다. 물건을 사고 싶어질 때 '지름신 강림'과 같은 식으로 쓰인다.[33]
- 진지충(진지 + -충): 분위기를 읽지 못하고 진지하게 구는 사람이다.[34]
- 짱: 앞말에 붙어 최고라는 뜻을 나타내는 접사로 쓰인다. 어원은 불분명하다.[35]

### ㅊ
- 창렬: 겉보기에 비해 품질이 좋지 못한 경우이다. 원래 1993년~1995년쯤 초중고 학생들이 쓰던 비속어에서 파생, 변화된 유행어였다. 이 단어가 이미 등장한 상태에서 2005년 디시인사이드에서 유행어로 쓰이고 있었다. 그런데 2009년 DJ DOC의 멤버 김창렬을 모델로 한 편의점 즉석식품 '김창렬의 포장마차' 시리즈가 가격에 비해 양이 적고, 품질이 좋지 않았기 때문에 음이 비슷한 김창렬을 조롱하는 단어로 바뀌었다. 명사로는 창렬, 형용사로는 창렬스럽다 등 다양한 쓰임새가 있다. 반의어로는 혜자가 있다.[36]
- -충: 앞말에 혐오의 뜻을 더하는 접미사이다.[5]
- 치느님(치킨 + 하느님): 한국 치킨이 맛있다는 뜻이다.[37]

### ㅋ
- 캐-: '개'가 격음화한 말이다. 뜻은 개와 같다.[38]
- ㅋㅋ: 웃음 소리를 자음으로 표현한 신조어이다.
- 코렁탕: 설렁탕을 코로 먹이는 고문 방법이다. 과거 군사독재 정권 당시 북한과 관련되거나 반정부 인사, 국가보안법 위반자들을 남산의 중앙정보부에 잡아가 고문하면서 설렁탕을 입이 아닌 코로 먹인다는 것에서 유래되었다.[39][40]
- 쿠쿠루삥뽕: 트위치 도네이션의 찬구에서 나왔다.
- 킹: 강조의 의미로 사용하는 말이다. (예: 킹받네, 킹정)

### ㅌ
- 탕진잼(탕진 + 재미): 일상생활에 지장이 되지 않는 범위 내에서 푼돈을 소모하는 일이다.[22]
- 튀다: 달리는 것보다 더 빨리 도망치자는 뜻
- 토빨(토착왜구 + 빨갱이): 토착 종북 세력을 토착왜구보다 더 악랄한 빨갱이로써 강조하는 의미
- 틀딱, 틀딱충(틀니 + 딱딱): 틀니를 딱딱거린다의 줄임말로,[5] 자신의 나이를 빌미 삼아 젊은 사람들을 훈계하거나 공공장소에서 예절을 어기는 노년층을 비하하는 말이다.[41] 비슷한 말로는 꼰대가 있다. 틀니를 끼는 행위에 대한 멸시의 의미가 담겨있는 혐오 및 비하 용어이다.

### ㅍ
- 퐁퐁남: 능력없는 여성의 꼬임에 빠져 여성에게 착취당하는 남성

### ㅎ
- 핵-: 뒷말에 붙어 성질이 아주 강함을 나타내는 접사이다.[42]
- 혈중 마라 농도: 혈중 알코올 농도에 빗댄 말로, 마라 요리를 얼마나 자주 먹었는지를 언급할 때 사용된다.[43]
- 홍대병: 인디 문화의 상징과 같은 홍익대학교의 인근을 뜻하는 '홍대'라는 지명을 빌려와 한국형 힙스터인 척하는 사람들을 비꼴 때 사용된다.[44]
- 흙수저: 부모에게 경제적 지원을 받기 어려운 가정에서 태어난 사람이다. 금수저의 반댓말로 사용된다.

## 준말에서 나온 신조어

### ㄱ
- 가성비: 가격 대비 성능이 주는 효용.[45] "가격 대비 성능"의 줄임말이다.[45]
- 가심비: 가격 대비 심리적 만족도가 주는 효용.[46]
- 강퇴: 「명사」 ‘강제 퇴장’, '강제 퇴학'의 준말. 채팅, 인터넷 카페 따위에서 사람을 강제로 쫓아내는 행위를 가리킨다.[47]
- -까: '까다'의 줄임말로, 어떠한 것에 반대한다는 뜻의 접미사이다.[48]
- 갑분싸: ‘갑자기 분위기 싸해짐’의 줄임말.[49]
- 낄끼빠빠:  '낄땐 끼고 빠질땐 빠져라'의 줄임말이다.[50]
- 갑툭튀: 갑자기 툭 하고 튀어나온다의 줄임말이다.
- 갓성비: 가성비를 조금 더 재미있게 표현한  말이다.

### ㄴ
- 나나: 박박과 같이 존나의 뒷글자를 반복한 말이다.
- 남사친: '남자 사람 친구'의 줄임말이다. 좋아서 사귀는 감정 없이 단순히 성별이 남자인 친구이다.[51] 이를 반대로 해석하여 '남자 사랑하는 친구'로 놀리는 때도 있다.
- 내로남불: '내가 하면 로맨스 남이 하면 불륜'의 줄임말로, 같은 잘못을 자신이 할 때만 관대하게 해석한다는 뜻이다.[52] 이중 잣대와 비슷하다.
- 넘사벽(넘을 수 없는 사차원의 벽): 어떤 것을 앞서갈 수 없다는 뜻이다.[53][54]

### ㄷ
- 단짠(단맛 + 짠맛, 달고 짠 맛): 단맛과 짠맛을 모두 가진 음식에 대해서나,[55] 단 음식과 짠 음식을 번갈아 먹는 상황에 사용한다.[56]
- 대깨-(대가리 깨져도 -): 문재인 대통령에대한 맹목적인 지지 및 지지자들을 일컫는 말인 대깨문에서 유래된 접두어로,[57][58] 접미어 '빠'와 마찬가지로 어떤 인물이나 대상에 대한 맹목적인 지지자들이다.[59] 기본형인 대깨문외에도, '대깨윤'(윤석열대통령의 맹목적인 팬), '대깨트'(도널드 트럼프의 맹목적인 팬), '대깨옵'(오버워치의 맹목적인 팬) 등 여러 파생형이 있다.[58][60]
- 듣보잡: 「명사」 ‘듣지도 보지도 못한 잡것(잡놈)’의 준말로, 대중들에게 잘 알려지지 않은 존재를 낮잡아 이르는 말.[61]

### ㄹ
- ㄹㅇㅋㅋ: '레알ㅋㅋ'의 초성으로, ㅇㅈ와 비슷하지만 웃음의 뜻을 더 담고 있다.[62]
- 로판: 소설이나 만화 장르 중 하나인 '로맨스 판타지'의 준말.

### ㅁ
- 먹튀(먹고 튀기): 개인 또는 단체가 단순하게 이익만을 취해 만족시킬 만한 성과를 달성하지 못하는 일이다. 원래 스포츠 선수가 큰 액수의 계약금 또는 연봉을 받고서 기대에 못미칠 정도로 경기에 임하지 않는 모습을 보이거나 대우에 걸맞은 성과를 내지 못할 경우 팬들과 구단 관계자들을 실망시키게 되어 나온 말이지만, 현재는 그 의미가 확장되었다.
- 문찐: ‘문화 찐따’의 줄임말로 유행에 느린 사람을 지칭하는 의미이다.[63]
- 밀당: 「명사」 '밀고 당기기'의 줄임말로 보통 연인 관계에서 밀고 당기는 심리전을 뜻한다.[64]

### ㅂ
- 브금: 「명사」 Background Music의 준말인 BGM을 문자 그대로 읽을 때 나오는 소리에서 유래.[53]

### ㅅ
- 사바사(사람 by 사람): 상황이 사람마다 다르다는 말이다.[65]
- 성진국(성 + 선진국): 성문화 산업이 발달한 일본을 말한다.[66]
- 셀카(self + camera): 자신이 카메라를 들고 자신을 찍는 일, 또는 그러한 사진을 뜻한다.[67]
- 솔까말(솔직히 까놓고 말하면)[61]
- 스펙(Speck): 출신 학교, 학점, 영어성적 등 구직자가 갖춘 업적의 총합이다.[68]
- 썸(Some): 호감이 있는 대상과 교제하기 전에 주고받는 미묘한 감정이다.[69]
- -사모: 특정 명사 (인물 등)의 앞글자를 인용해 사랑하는 모임의 준말으로 사용하는 의존 명사.

### ㅇ
- 악플: 나쁜 뜻을 담은 댓글이다.[70]
- 안물안궁(안 물었고 안 궁금해)
  - 인터넷에서 그림을 표시할 때 그림의 원본이 나오지 않거나 링크가 틀렸을 때 대체되어 표시되는 X자 모양으로 된 상자[71]
  - 엑스박스 게임기
- 여사친(여자 사람 친구): 좋아서 사귀는 감정 없이 단순히 성별이 여자인 친구이다.[72]
- 열폭(열등감 폭발): 과도하게 흥분하여 비방이나 욕설하는 것이다.[53]
- 용자(용기 있는 자, 용기 있는 행동을 한 자)[73]
- 움짤: 움직이는 짤방의 줄임말로, 대부분 GIF로 사용한다.[74]
- 웃프다: 표면적으로는 웃기지만 실제로 처한 상황은 슬픈 상태이다.[75]
- 이뭐병(이건 뭐 병신도 아니고)[76]
- 이왜진(이게 왜 진짜)[77]
- 이생망(이번 생은 망했다)[78]
- 일코(일반인 코스프레): 어떠한 것을 매우 좋아하여 이상한 사람처럼 보일 수 있는 사람이 주변인에게는 평범한 일반인처럼 보이려는 것이다.[79]
- 알잘딱깔센(알아서 잘 딱 깔끔하고 센스있게)[80]
- 억까(억지로 까다)

### ㅈ
- ㅈㄱㄴ, 제곧내(제목이 곧 내용)[81]
- ㅈㅅ: '죄송'의 초성이다.[82]
- 자라니:자전거의 "자"자와 고라니의 "라니"를 합친 말이다. 자전거를 탄 사람들이 고라니처럼 차량 운행이나 도로 상황을 좋지 않게 만드는 자전거 라이더를 뜻한다.
- 존맛, 존맛탱, JMT(존나 + 맛있다/+ -탱): 어떤 음식이 매우 맛있음을 말한다.[83]
- 즐: KIN(야민정음으로, 눕혀서 봐야  KIN)으로도 쓰이며, 대부분 “꺼져”, “닥쳐”와 같은 의미이다..[84]
- 지못미(지켜주지 못해서 미안해)[85]

### ㅊ
- 치맥(치킨 + 맥주)[86]

### ㅋ
- 카공족(카페에서 공부하는 족): 카페를 학습 공간으로 사용하는 사람이다.[87]
- 케바케: ‘case by case’의 줄임말로, 상황마다 다르게 대처할 수 있음을 뜻한다.[88]
- ㅋㅋ: ‘큭큭’, ‘킥킥’ , `캬캬` 등으로 발음되어 웃음을 나타낸다.[89]
- ㅋㅋㄹㅃㅃ(ㅋㅋ루삥뽕)
- 커담: 커피와 담배의 줄임말.

### ㅌ
- 텅장: ‘텅 빈 통장’의 줄임말로 통장에 돈이 없거나 부족할 때 사용한다.[90]

### ㅎ
- 한남, 한남충: ‘한국 남자’에 접사 ‘-충’을 결합하여 만든 말로, 2015년 8월에 처음으로 쓰였다. 인터넷 커뮤니티인 메갈리아에서 여성혐오에 대한 ‘미러링’으로 사용하기 시작하였고[91], 메갈리아로부터 많은 회원이 유입된 워마드에서는 좁게는 ‘시스젠더 헤테로섹슈얼인 한국 남성’을, 넓게는 ‘모든 한국 남성’을 가리키는 말로 정의한다.[92][93] 한국양성평등교육진흥원은 이를 특정한 성별에 대한 혐오·비난 표현으로 규정하였다.[94] 디시인사이드와 비슷한 남초 커뮤니티에서는 성별을 바꾸어 '한녀'로 쓰이고 있다.
- 현피: ‘현실 PvP(Player versus Player)’의 약칭으로, 온라인상에서 일어난 분쟁이 비화되어, 분쟁의 당사자들이 오프라인에서 직접 만나 물리적 충돌을 벌이는 것을 의미한다.
- 해외직구: ‘해외 직접 구매’의 약칭으로, 인터넷 쇼핑몰을 통해 해외에 있는 물건을 직접 구입하는 것을 의미한다.
- 흠좀무: ‘흠, 이게 사실이라면 좀 무섭군’의 준말로[95], 믿을 수 없는 이야기나 놀랄 만한 이야기를 들었을 때 쓰인다.

### 영문자
- UBD: 17만 명의 관객을 동원하는 데에 그쳐 흥행에 실패한 《자전차왕 엄복동》의 영문 이니셜을 활용하여 만든 관객 수를 세는 단위로, 1 UBD는 17만 명이다.[96]

## 사회적인 개탄에서 유래한 신조어
- 광우뻥(광우병 + 뻥): 2007년 4월 당시부터 시작된 미국산 소 관련 광우병(소해면상뇌병증)의 관련된 파문과 2008년 MBC PD수첩의 미국산 쇠고기 관련 보도 등을 가장 강하게 비꼬는 취지의 말이다.

## 온라인 게임에서 유래한 신조어

### ㄱ
- -각: 「명사」 가능성, 상황. 게임 리그 오브 레전드의 흥행을 통해 널리 유행하게 되었으며 상대 플레이어를 죽일 가능성을 '킬 각(kill 角)'이라고 하였고, 줄여서 '각'이라고 하였다.[97]
- 개이득: 개 + 이득. '매우 이득을 보았다'는 뜻이다.
- 개피(또는 딸피): 「명사」: 주로 FPS게임에서 사용되는 용어로 총을 사용해 적에게 타격을 주었으나 죽지는 않고 피가 많이 닳았다는 뜻, 피가 조금밖에 없다는, 죽기 일보직전이라는 말이다.[98]
- 갱: 비디오 게임 리그 오브 레전드의 'Ganking'이란 단어에서 유래한 용어로 급작스러운 습격을 의미한다.[99]
- 광클: 미친(狂) 듯이 마우스 버튼을 빠르게 클릭하는 것을 말한다.[100]

### ㄴ
- 너프, 디버프: 「명사」 약화. 《울티마 온라인》에서 어떤 칼의 능력치를 격하시켰는데, 이를 두고 사용자들이 '무슨 너프 칼인가'라고 말한 것에서부터 유래되었다. 너프는 실존하는 장난감 브랜드이다. 이 단어가 만들어지고 후에 '버프'라는 단어가 파생되어 '능력치를 좋게 한다'라는 뜻으로 자리잡았다.[101]

### ㄷ
- 다굴: 포트리스에서 유래한 말이지만 다구리에서 파생된 말로 여러 명이서 한 명을 공격한다는 뜻이다.[102]
- 득템: 「동사」 얻을 득(得)자와 영어의 아이템(item)을 합성한 말로, 좋은 아이템을 얻었다는 뜻. 게임뿐 아니라 일상적인 대화 상황에서도 어떤 좋은 물건을 손쉽게 손에 넣었다는 뜻으로 쓰이고 있다.[103]
- 딸피: 주로 pvp 게임에서, 적군의 HP가 0에 가까울 정도로 얼마 남지 않았을 때를 말한다.

### ㅂ
- 본캐: 「명사」 '본(本) 캐릭터'의 준말로, 게임을 처음 시작했을 때부터 관리한 캐릭터, 혹은 가장 중요한 캐릭터를 뜻한다.[104]
- 부캐: 「명사」 '부속으로 딸린 캐릭터'로, '본캐'와 반대의 의미이다.[104]

### ㅅ
- 서로서로 도와요!(서서도): 슈퍼 마리오 메이커 2에서 배틀 시스템이 도입되어 있는데, 여기서 메시지 중 하나인 '서로서로 도와요!'를 플레이어가 이 메시지를 쓴 플레이어를 죽였을 때 쓰인다.[105]

### ㅋ
- 캐리/하드캐리: 「명사」: 팀 전투 게임에서 한 사람이 뛰어난 활약으로 팀의 승리를 이끈(carry) 것을 뜻한다. 의미가 확장되어 게임 이외의 분야에서도 쓰인다.[103]

### ㅌ
- 테크트리/테크/트리: 「명사」: 순서, 절차, 계획. 테크놀로지 트리(Technology Tree)의 줄임말로, 스타크래프트에서 유닛을 업그레이드하는 순서를 뜻하는 말이다.[103]

## 디시인사이드에서 나온 신조어
- 개드립: 「명사」디시인사이드 코미디프로그램갤러리에서 태생된 단어로서 애드리브(adlib)와 폄하의 의미를 가진 '개'의 합성어. 상대방이 (정도가 심한)터무니없는 말을 하거나 진실되지 못한 발언을 할 때 (개)드립이라고 일축한다. 일반적으로 자신의 필요없는 창의력을 이용하여 남으로부터 관심을 받으려는 대표적인 행위이다.[106] 흔히, 개드립치지 마라는 뜻으로 쓰인다.
- 뇌절: 원래 나루토에 등장하는 기술 이름으로, 똑같은 말이나 행동을 반복하여 상대를 물리게 하는 일을 뜻한다.[107] “1절, 2절, 3절, 명절에 큰절, 뇌절까지 하겠다” 식으로 쓰이다가 ‘뇌절’만 떨어져 나온 것이다.[108]
- 덕후, 덕, 오덕후, 오덕, 씹덕: 「명사」 일본에서 마니아라는 뜻으로 쓰이는 이은지를 한자어처럼 변형한 말로, 어떤 분야에 집중하는 정도가 강한 사람을 가리킨다. 2005년 디시인사이드 애니메이션 갤러리에서 ‘오덕후’라는 단어를 처음으로 사용하였다.[109] 덕후로서 하는 일을 덕질이라고 한다.[110][111]
- 두창: 원숭이두창에서 파생된 말. 주로 게이를 비하할 때 쓰인다.
- 레알: 「부사」디시인사이드 해외 축구 갤러리에서 생성된 말. '정말이야?'라는 뜻으로 쓰인다. 레알 마드리드에서의 레알(real)이 리얼(영어: real)과 발음만 다르고 철자가 일치해 리얼과 같은 뜻으로 쓰인다.[53]
- 병맛: 「명사」병신 같은 맛. 디시인사이드 연재카툰 갤러리에서 처음 사용되었으며, '어이없다'을 뜻한다.[112]
- 뷁: 포괄적인 ‘부정적 표현’으로 쓰인다. 문희준의 〈I〉라는 노래에서 ‘왜 날 브레이크(break)’의 발음이 ‘왜 날 뷁’과 같이 들린다는 점을 이용해서, 네티즌이 이를 조롱하기 위하여 만든 말이다.[113][114]
- 짤방, 짤: 「명사」 '짤림 방지용 사진'의 준말. 게시판에 유머 글을 올릴 때 사람들에게 주목받지 못하고 게시글이 뒷페이지로 묻히는 것을 방지할 목적으로, 사람들의 이목을 집중시키기 위해 만든 간단한 엽기 사진들을 일컫는다. 디시인사이드에서 생겨난 말이다.[20]
- 킹왕짱: 「명사」 영어 단어 '킹(King)'에 한자 '왕(王)'을 덧붙이고, 거기에 최고라는 뜻의 '짱'을 더하여 최고 중의 최고라는 뜻으로 쓰인다.[115] 디시인사이드 와우(WOW, World of Warcraft) 갤러리에서 '병신 아이디 찾기' 이벤트를 하다가 발견되었고 이내 와갤러들에 의해 '최고로 강력한 아이디'로 선정되었다.
- 甲(갑): 「명사」 어떤 분야에서 제일가는 사람이나 사물, 현상 따위를 이르는 말로, ‘종결자’와 비슷한 의미를 가지고 있다. KIA 타이거즈의 팬이 ‘神’을 ‘申’으로 잘못 적은 팻말을 들고 있는 사진이 찍혔는데 이를 누군가가 모양이 비슷한 ‘甲’으로 잘못 읽고 댓글을 남긴 데서 유래하였다.[116]

## 표준어를 다른 의미로 사용하는 경우
- 갈라치기: 피지배자들을 분열시키거나 서로 적대하게 만드는 것을 가리키는 말.[117][118]
- 고구마: 고구마를 많이 먹은 듯한 답답한 상황 또는 그러한 사람을 가리키는 말.[119][120]
- 번개: 1990년대 PC통신 시절 유래한 신조어로, 채팅을 통해 만나다가 즉흥적인 제안에 따라 실제로 만남을 가지는 일을 뜻한다.[121]
- 비밀번호: 스포츠 구단의 암흑기를 가리키는 말.
- 사이다: 답답한 상황에서 통쾌하고 시원하게 전개되는 것 또는 그러한 사람을 가리키는 말.[122]
- 완전: 「부사」 매우. 신화의 전진이 싸이월드 미니홈피에서 “완전 사랑합니다.”라는 글을 올린 뒤 점차 널리 쓰이게 되었다.[123]
- 인증: 「명사」 어떠한 사적인 행위나 사실을 증명함. 예를 들어, 새로운 물건을 샀을 때 이를 사진으로 찍어서 자신의 SNS에 올리는 행위를 들 수 있다. 인증을 위해 찍은 사진을 '인증샷'이라고 한다.[20]
- 카드캡터: 경고를 자주 받거나 퇴장을 자주 당하는 축구 선수를 가리키는 말.[124]

## 방송에서 나온 신조어
- 1도: 하나도. 헨리가 2014년에 MBC 《진짜 사나이》에서 군내 퀴즈 대회의 정답으로 ‘모라고 하는지 1도 모르겠습니다’라고 적은 것에서 유래한 ‘1도 모르겠다.’가 먼저 유행하였고, 이후 ‘1도 없다.’ 등의 표현이 유행하였다. 그러나 '1도 모르겠다.'라는 표현이 실은  2010년도에도 이미 유행하며 쓰였던 말이라는 설도 있다.[125][126]
- 극대노(極大怒): 아주 심하게 화를 냄. 2001년에 SBS 시트콤 《웬만해선 그들을 막을 수 없다》에서 나왔다.[127] 화내는 단계 중 제일 높은 단계이며 아래로는 극소노, 소노, 중노, 대노가 있다.
- 먹방: 먹으면서 하는 방송의 줄임말로 영화 《황해》에서 하정우가 김밥을 먹는 장면을 본 관객들이 깊은 인상을 받으면서 퍼지기 시작했다. 일반적으로 먹방은 시청자로 하여금 출연자가 먹는 음식을 먹고 싶게 만드는 신종 밥도둑과 같은 것이라고 한다.[128]
- 빵꾸똥꾸: 2009년에 MBC 일일시트콤 《지붕뚫고 하이킥!》에서 나온 말이다. 극중에 평소 방귀를 잘 뀌는 순재는 어린 해리 앞에서도 방귀를 뀌어댔다. 해리의 엄마인 현경은 순재에게 "아버지는 그렇게 똥꼬를 들이대고 방귀를 뀌세요?"라고 했고 순재는 "방귀 뀌면 어때서? 너야말로 애비한테 똥꼬가 뭐야! 똥꼬가!"라고 했다. 그러자 현경은 "애한테 자꾸 방귀를 먹이니까 똥꼬라고 하죠!"라고 했다. 그러자 순재는 "방귀 먹인다고 똥꼬라고 해?"라고 하자 말을 막 배우던 해리는 할아버지 순재를 '빵꾸똥꾸'라고 부르기 시작했고 그 후부터 해리는 마음에 안 드는 사람은 "빵꾸똥꾸"라고 부르기 시작한다. 그 후 '빵꾸똥꾸'라는 말이 인터넷과 대한민국 사회에서 유행하기 시작하였다. 방송통신심의위원회는 이에 대하여 폭력적인 언행이라고 권고 조치를 내렸다.[129] YTN 뉴스를 진행하던 앵커가 이 사실을 뉴스 리포팅을 하다가 웃음을 터뜨렸다.[130] 빵꾸는 방귀를 의미하고 똥꾸는 항문을 의미한다.
- 좋은가봉가: 「동사」 2013년에 MBC 예능 《아빠! 어디가?》에서 나온 유행어이다. 프로그램에 출연하는 윤민수의 아들 윤후가 송종국의 딸인 지아가 자기를 좋아하는 것 같다는 뜻에서 '지아가 나가 좋은가봉가'라는 말을 하였다. 아이의 순수하고 귀여운 모습에 '좋은가봉가'는 유행어가 되었다.[131]
- 케찹고백: 2017 설 아육대 촬영장에서 여자친구 엄지가 팬들에게 “케첩 두 개 받은 사람! 양심고백!”이라 말한 데에서 시작된 유행어로 사소한 것에 대한 고백을 의미한다.[132]
- 누가 기침소리를 내었어: 《태조 왕건》이라는 드라마에서 신하가 기침을 하자 궁예가 "누구인가? 누가 기침소리를 내었어?"라고 한 것이 결국 유행어가 되었다.

## 참고 서적
- 광양백운고등학교 1학년 학생들 (2018).  황왕용, 편집. 《급식체 사전》. 서울: 학교도서관저널. ISBN 9788969150523.
- 국립국어원 (2007). 《사전에 없는 말 신조어》. 경기: 태학사. ISBN 9788959661817.
- 남길임;  외. (2014). 2014년 신어 (보고서). 서울: 국립국어원. 2020년 5월 25일에 확인함.

## 같이 보기
- 야민정음
- 어형성
- 외계어
- 이모티콘
- 통신체
- 은어
- 속어
- 신조어
- 왈도체